# Weißenborn/Erzgeb.
Weißenborn/Erzgeb., Weißenborn/Erzgebirge − gmina w Niemczech, w kraju związkowym Saksonia, w okręgu administracyjnym Chemnitz, w powiecie Mittelsachsen, wchodzi w skład wspólnoty administracyjnej Lichtenberg/Erzgeb.